# 2014年冬季奥林匹克运动会中国香港代表团
香港在2014年俄羅斯索契冬季奧運會中會派出一名男子運動員參加短道速滑比賽。此外，還會有3名官員隨行。代表團成員以奧委會成員為主，有評論認為對運動員支援不足，引發社會關注。運動員呂品韜表示出發前曾要求有隨團隊醫，但被指代表團名額已滿，遭到拒絕。

## 獎牌
| 隊伍 | 金牌 | 銀牌 | 銅牌 | 總數 |
| 香港 | 0    | 0    | 0    | 0    |

## 選手概況和成績
短道速滑運動員呂品韜在2013年11月的短道速滑世界盃俄羅斯站中獲得參加冬季奧運會的資格。他是香港史上首位參與冬季奧運會的男子運動員。

### 短道速滑
男子
| 運動員 | 項目   | 預賽     | 預賽 | 準決賽   | 準決賽   | 決賽     | 決賽 |
| 運動員 | 項目   | 時間     | 排名 | 時間     | 排名     | 時間     | 排名 |
| ------ | ------ | -------- | ---- | -------- | -------- | -------- | ---- |
| 呂品韜 | 1500米 | 2:22.139 | 5    | 未能晉級 | 未能晉級 | 未能晉級 | 29   |

## 資料來源
1. 1 2 3  .   [2014-01-29]. （原始内容存档于2014-10-08）.
2. ↑   "Hong Kong delegation on alert over terrorist threat for Sochi Games" 《南華早報》 2014 1 28
3. ↑  .   [2021-07-20]. （原始内容存档于2019-10-31）.
4. ↑  .   [2021-07-20]. （原始内容存档于2021-07-20）.